# وان زاك هيكل وان نور
وان زاك هيكل وان نور (Wan Zack Haikal Bin Wan Noor) (مواليد 28 يناير 1991) هو لاعب كرة قدم. يلعب مع منتخب ماليزيا لكرة القدم.

## وصلات خارجية
- وان زاك هيكل وان نور على موقع رابطة كرة القدم اليابانية للمحترفين (اليابانية)
- وان زاك هيكل وان نور على موقع قاعدة بيانات كرة القدم.إي يو (الإنجليزية)
- وان زاك هيكل وان نور على موقع ناشيونال فوتبول تيمز (الإنجليزية)
- وان زاك هيكل وان نور على موقع Soccerway.com (الإنجليزية)
- وان زاك هيكل وان نور على موقع عالم كرة القدم.نت (الإنجليزية)

- National Football Teams